# クリス・ダイソン
クリストファー・ダイソン（Christopher Dyson  1978年2月24日−）は、2002年から2013年までダイソン・レーシングより、アメリカン・ル・マン・シリーズ（ALMS）に参戦して活躍した、アメリカのレーシングドライバーである。チームオーナーのロブ・ダイソンは彼の父親である。クリスは2度のALMSチャンピオンで、2003年にLMP675ドライバーズタイトルを取り、2011年にLMP1ドライバーズタイトルを獲得した。現在は、ダイソンレーシングの副社長兼スポーティングディレクターとして活躍している。

## レーシングキャリア
ダイソンは17歳でレースのキャリアを開始し、ライム・ロック・パークでのスキップバーバーフォーミュラ・ダッジチャンピオンシップに出場した。
2004年と2005年に7回、アトランティック・チャンピオンシップに出場し、2005年にロングビーチで4位のベストフィニッシュをした。

### グランダム・シリーズ
2001年のグランダム・シリーズで、プロのレーシングデビューを果たし、シーズンの最後2レースで、ライリーアンドスコット・MkIIIをドライブした。
2002年シーズン、SRP1クラスで2位に終わり、5レースで優勝した。
それ以来も度々スポット参戦を続けた。

### アメリカン・ル・マン・シリーズ
2002年のセブリング12時間レースでシリーズのデビューを果たしたダイソンは、2003年シーズン、MG-ローラ・EX257を使用し、アンディ・ウォレスとチームを組み、シリーズにフル参戦した。ダイソンはLMP675クラスで4勝し、ドライバーズタイトルを獲得した。
2004年シーズン、MG-ローラがアウディ・R8と同じLMP1クラスに再分類された。ダイソンとウォレスは、8レースで6つの表彰台を獲得した。
2005年、LMP1クラスで2位になり、6度の2位を獲得した。
2006年はドライバーズで5位に終わった。ダイソンはまた、ジェームス・ウィーバーの引退レースで、ウィーバーと一緒にラグナ・セカで4位でフィニッシュした。
2007年には、ダイソンがポルシェ・RSスパイダーでガイ・スミスとチームを組み、LMP2クラス4位に終わった。
2008年に6位、2009年に5位でフィニッシュした。2010年には、LMP1で4位に終わり、ガイ・スミスと1レースで優勝した。
2011年シーズン、ダイソンとガイ・スミスがLMP1ドライバーズチャンピオンシップで優勝した。
2012年シーズン、新たにローラB12/60・マツダで参戦し2位、2013年は4位だった。

### ル・マン24時間レース
ダイソンの初のル・マン24時間レースは、2004年のル・マン24時間レースで、ヤン・ラマースと金石勝智とのトリオでLMP1クラスで総合7位、クラス6位でフィニッシュした。RMLグループから2009年も再びル・マンに参戦したが、この年は19時間後にリタイアとなり、完走できなかった。

## レース成績

### ル・マン24時間レース
| 年     | チーム                       | コ・ドライバー                            | 車両                   | クラス | 周回 | 総合順位 | クラス順位 |
| ------ | ---------------------------- | ----------------------------------------- | ---------------------- | ------ | ---- | -------- | ---------- |
| 2004年 | レーシング・フォー・ホラント | ヤン・ラマース 金石勝智                   | 童夢・S101-ジャッド    | LMP1   | 341  | 7位      | 6位        |
| 2009年 | RML                          | トーマス・エルドス マイク・ニュートン     | ローラ・B08/86-マツダ  | LMP2   | 273  | DNF      | DNF        |
| 2014年 | ケーターハム・レーシング     | トム・キンバー＝スミス マット・マクムリー | ザイテック・Z11SN-日産 | LMP2   | 329  | 25位     | 11位       |